# Claude Dubar
Pour les articles homonymes, voir Dubar.
Claude Dubar, né le 11 décembre 1945 à Lille et mort le 29 septembre 2015 à Paris 15e, est un sociologue français,.

## Biographie
Claude Dubar est issu d'une famille ouvrière d’origine rurale du Nord de la France. Au lycée, il est membre de la Jeunesse étudiante chrétienne et exerce des responsabilités nationales. Il sera membre de l'UNEF pendant ses études supérieures. Après le bac, il poursuit des études de mathématiques en classe préparatoire au Lycée Faidherbe à Lille. Il se réoriente ensuite : il devient assistant en sociologie à l'Université des Sciences et Techniques de Lille en 1967 et obtient l'agrégation de philosophie l'année suivante. En 1970 il soutient sa thèse de doctorat en sociologie à Paris-VIII : « Idéologie et choix professionnels des éducateurs spécialisés » sous la direction de Paul de Gaudemar avec un jury composé notamment de François Isambert et Jean-Claude Passeron.
Entre 1970 et 1973 il réalise son service national en tant que coopérant à Beyrouth, au Liban. Il enseigne les méthodes d'enquête à des étudiants libanais et réalise une recherche dans ce cadre, publiée en 1976 avec Salim Nasr : Les Classes sociales au Liban.
À son retour il intègre le CNRS, il deviendra maître de conférences à l'Université Lille I quelques années plus tard, en 1977. En 1973, il entre au CNRS, puis devient maître‑assistant à l’Institut de sociologie de Lille. Il rédige une thèse de doctorat d'État sur les évolutions de la formation professionnelle, sous la direction de Raymond Boudon.
De 1973 à 1983 il est membre du Parti Communiste Français.
En 1988, il intègre le Centre d'études et de recherches sur les qualifications à Paris dont les thèmes de recherche épousent les siens : entre autres, la sociologie des relations entre éducation et travail et surtout la sociologie des identités professionnelles.
À partir de 1993, il est professeur de sociologie à l'université de Versailles-Saint-Quentin-en-Yvelines.

## Thèmes de recherche

### Identités professionnelles
Au cœur des travaux de Claude Dubar se trouvent les identités professionnelles. Au-delà de la sociologie du travail, c'est bien une véritable sociologie des identités professionnelles qu'il tente de mettre en place, dans le but de mieux analyser la crise qui caractérise, aujourd'hui, l'identité professionnelle. En effet, l'identité professionnelle est confrontée aux processus faisant évoluer la modernité, par exemple le processus de rationalisation qui caractérise l'économie contemporaine.

### Réflexions sur la socialisation
D'une manière plus générale, Claude Dubar réfléchit aux processus de socialisation avec l'instance particulière de l'identité professionnelle ; néanmoins, dans son ouvrage La Socialisation, construction Des identités sociales et professionnelles, il s'attaque à la genèse d'une identité et sur la matrice permettant sa construction, dès la petite enfance. Pour ce faire, il théorise une distinction entre une « identité pour soi » et une « identité pour les autres ».

## Publications
- Claude Dubar et Sandrine Nicourd, Les biographies en sociologie, Paris, La Découverte, 2017, 128 p. (ISBN 9782707193957)
- Claude Dubar, La formation professionnelle continue, Paris, La Découverte, 2015, 6e éd., 128 p. (ISBN 9782707186928)
- Claude Dubar, Pierre Tripier et Valérie Boussard, Sociologie des professions, Paris, Armand Colin, 2015, 4e éd., 384 p. (ISBN 9782200603670)
- Claude Dubar, Les classes sociales au Liban, Paris, Presses de Sciences Po, 1976, 364 p. (ISBN 978-2-7246-0367-5)
- Faire de la sociologie, un parcours d'enquêtes, 2006.
- Analyser les entretiens biographiques, avec Didier Demazière, 2004.  (ISBN 2763781349)
- La Socialisation, construction des identités sociales et professionnelles, 2002, Paris, Armand Colin.  (ISBN 2-200-26448-8)
- La Crise des identités, 2001.  (ISBN 978-2-13-056220-7), 3e éd. corrigée, 2007. 4e éd. 2010, PUF.  (ISBN 978-2-13-058365-3)
- La Promotion sociale en France, avec Charles Gadea, 1999.
- Genèse et dynamique des groupes professionnels, avec Yvette Lucas, 1994.